# Diazepam
Diazepam, C16H13ClN2O, är ett ångestdämpande och lugnande preparat som tillhör gruppen bensodiazepiner och är narkotikaklassat. Diazepam används till en rad olika åkommor såsom ångestsymptom, muskelspasmer, sömnbesvär eller alkoholavvänjning. Diazepam kan tas oralt, rektalt, intravenöst eller intramuskulärt. Det vanligaste är tablettform som normalt börjar verka inom 10 - 20 minuter,  med full effekt efter cirka 40 minuter.
Vanliga bieffekter är trötthet och försämrad koordination. Allvarligare bieffekter kan förekomma men är mycket ovanliga, såsom andningssvårigheter eller muskelkramp vid för stor användning mot epilepsi. Användning under långa perioder kan orsaka ökad tolerans, beroende och svåra avvänjningssymptom. Tvärt avbruten dosering efter en lång period av användning kan vara farligt. Preparatet är inte rekommenderat under graviditet eller amning. Verkningsmekanismen sker genom ökad effekt av signalsubstansen gamma-Aminobutyric acid (GABA).

## Läkemedel
Preparatet syntetiserades av Leo Sternbach och patenterades 1963 av Hoffman-La Roche, marknadsfördes av nämnda företag under namnet Valium. Diazepam har varit ett av de mest utskrivna läkemedlen i världen sedan dess lansering. 1985 upphörde patenten och över 500 olika märken lanserades på marknaden. Varunamn i Sverige är Diazepam Desitin, Stesolid, Diazepam Pilum, Stesolid novum (injektionsvätska) och Stesolid Rektal Prefill. I Finland marknadsförs diazepam under namnen Diapam och Medipam.
Diazepam Desitin är en rektallösning, som kan användas för dessa indikationer när man önskar en snabb effekt och när intravenös injektion inte är möjlig eller lämplig. 
Preparatet är narkotikaklassat och ingår i förteckning P IV i 1971 års psykotropkonvention, samt i förteckning IV i Sverige. Enligt Schengenavtalet skall den som behandlas med narkotikaklassade läkemedel ha med sig ett intyg när han eller hon reser till annat Schengenland. I Sverige utfärdas intygen av apoteken.

## Verkningssätt
Diazepam är ett bensodiazepinpreparat. Det verkar genom att förstärka effekten av en dämpande substans (GABA) i hjärnan. Därigenom verkar det lugnande, ångestdämpande, kramplösande och muskelavslappande. Effekten av Stesolid tabletter kommer ofta redan efter 15-20 minuter, vilket innebär att man vid tillfälliga besvär kan vänta med medicineringen tills den behövs. Därigenom undviks rutinmässig användning. Risk för tillvänjning föreligger och läkare måste därför iaktta försiktighet vid förskrivning av dessa läkemedel.

## Användning
Diazepam används bland annat vid rastlöshet, ängslan, ångest och alkoholavvänjning. Medicinerna används därför också som lugnande medel inför operationer, undersökningar och provtagningar som kan vålla oro. Det förekommer att de skrivs ut för att underlätta insomning om svårigheterna att somna orsakas ofta av oro och spänning som gör det svårt att slappna av. Andra användningsområden är vid muskelspasmer, epileptiska kramper och vissa smärtsamma, långvariga kramptillstånd som det är svårt att få bukt med på annat sätt, samt vid alkoholavgiftning. Militärt ingår diazepam som profylax mot nervgaser i försvarets skyddsutrustning.
- Behandling av ångest, panikattacker[14]
- Avvänjning av alkohol, opiater samt bensodiazepiner [15]
- Temporär behandling av insomnia [16]
- Lindrande behandling av "Stiff person syndrom" [17]

Dosering bör bestämmas individuellt och beroende på vad behandlingen avser och hur allvarliga symptom personen har.

## Fysikaliska och kemiska egenskaper
Diazepam består av Kol(67.49%) Väte(4.60%) Klor(12.45%) Kväve(9.84%) Syre(5.62%) och förekommer som vita eller gula fasta kristaller. Dess smältpunkt ligger mellan 131.5 och 134.5 °C. Den är luktfri och har en svagt bitter smak. Substansen är väldigt svårlöslig i vatten men går att lösa i kloroform. Diazepam har neutralt pH på grund av tillsatser som Bensoesyra i dess injektionsform. Hållbarheten för tabletter är fem år och för intravenös lösning tre år. Tabletter skall förvaras i rumstemperatur (15–30 °C). Injektionslösning bör förvaras mörkt och får ej frysas.
Diazepam kan absorberas av plast och bör därför inte förvaras i plastförpackningar, plastflaskor eller liknande. Absorbering beror av olika faktorer som till exempel temperatur och koncentration. Diazepam skall inte användas om en fällning har bildats som inte löser sig.

## Historia
Diazepam var den andra bensodiazepinen som uppfanns av Dr. Leo Sternbach på företaget Hoffmann-La Roche i deras anläggning i Nutley, New Jersey . Diazepam är efterföljaren till Klordiazepoxid (varunamn Librium), som blev godkänt för medicinsk användning år 1960 och även den uppfunnen av Sternbach. Tre år senare, år 1963, släpptes Diazepam, som blev mycket populär och bidrog till att Roche blev en jätte inom läkemedelsindustrin. Diazepam är 2,5 gånger mer potent än sin föregångare, vilket snabbt avspeglades i de kraftigt ökande försäljningssiffrorna. Således började även andra läkemedelsföretag att introducera nya bensodiazepiner till marknaden.
Till följd av deras effektivt lugnande egenskaper, blev bensodiazepiner populära inom medicinen som ersättare till barbiturater. Bensodiazepiner är dessutom väsentligt mindre farliga och dödsfall av överdos är mycket ovanligt. Bensodiazepiner hade till en början utbrett medhåll, men blev med tiden allt mer kritiserat. Detta ledde till restriktioner för användning samt receptbeläggning.
 

Diazepam var det mest sålda läkemedlet i USA mellan åren 1969 och 1982, med som mest 2,3 miljarder sålda tabletter under ett år. Diazepam tillsammans med Oxazepam, Nitrazepam och Temazepam representerar 82% av bensodiazepinmarknaden i Australien. Medan psykiatriker skriver ut Diazepam för temporär behandling av ångestdämpning har neurologforskningen tagit initiativet att skriva ut preparatet för palliativ behandling av vissa typer av epilepsi.

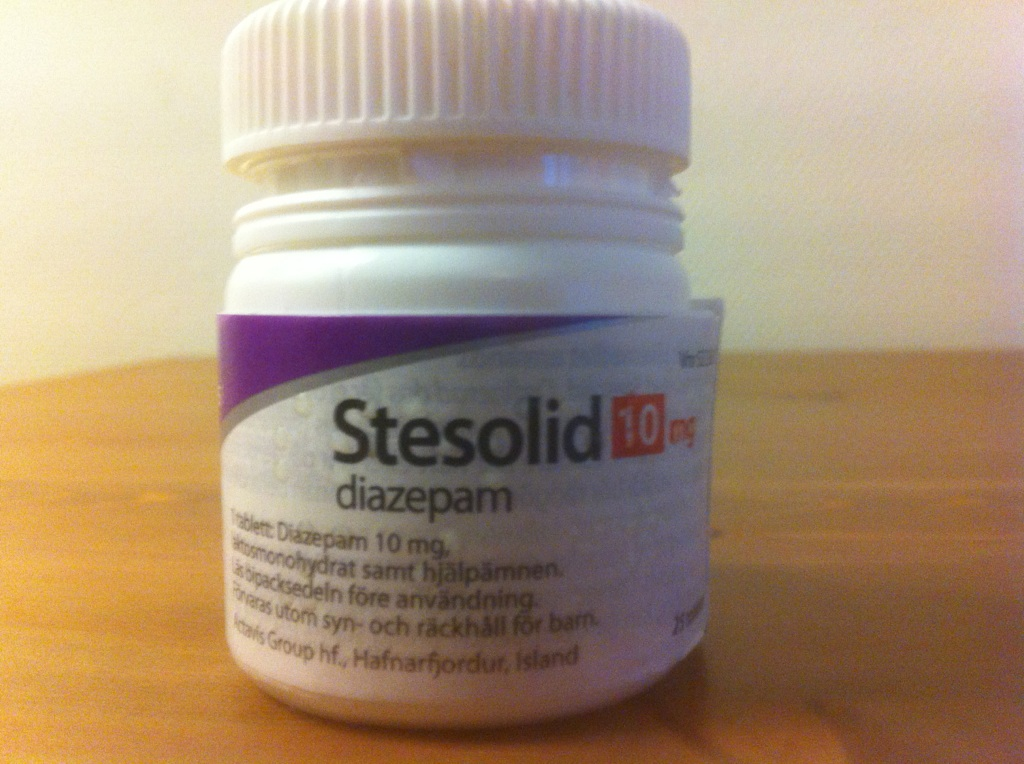
En burk med Diazepam. I Sverige marknadsförs Diazepam under namnet Stesolid. (Tidigare Valium)